# 워키토키

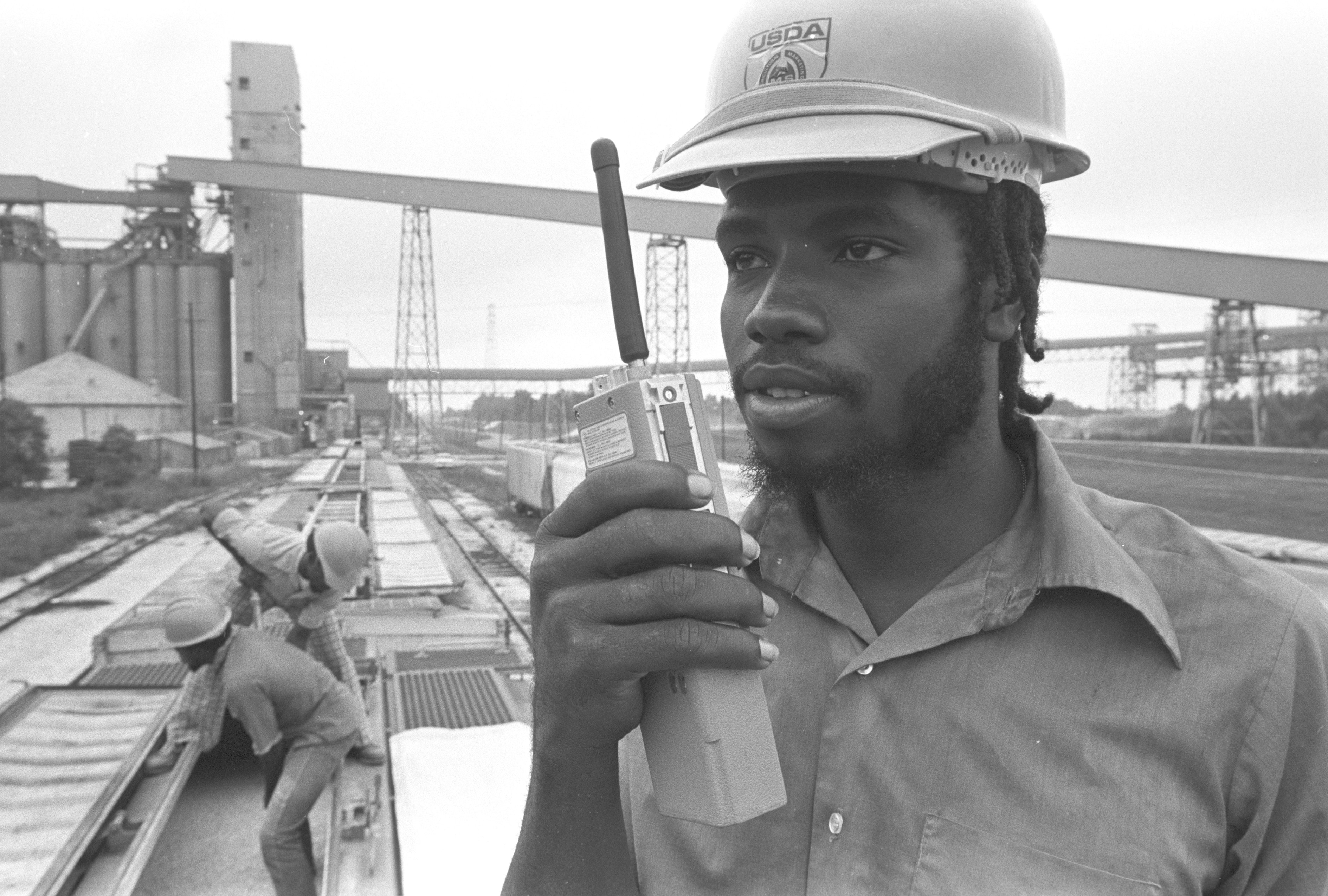
워키토키를 사용하는 남성

워키토키(walkie-talkie, handheld transceiver or handheld radio)는 손에 들고 다닐 수 있는 휴대용 양방향 무전기이다. 제2차 세계대전 중에 도널드 힝스, 알프레드 J. 그로스, 공학 엔지니어 헨릭 마그누스키를 비롯한 모토로라의 엔지니어링팀 등 여러 사람들에 의해 개발되었다.

## 역사
캐나다의 발명가 도널드 힝스가 1937년 처음으로 CM&S를 위해 휴대용 무선 신호 시스템을 만들었다. 그는 이 시스템을 "packset"이라 불렀으나 나중에 "워키토키"로 불리게 되었다. 힝스의 모델 C-58 워키토키는 1942년 군복무에 사용되었으며 이는 1940년 시작된 비밀스런 연구개발 노력의 결과물이었다.

## 같이 보기
- 0세대 이동 통신